# Zatox
Zatox, de son vrai nom Gerardo Roschini, né le 17 novembre 1975, à Tivoli, Latium, en Italie,, est un producteur et disc jockey hardstyle italien. Il est plus précisément orienté rawstyle, un sous-genre dérivé du hardstyle et de la techno hardcore. Il est l'un des piliers du genre.

## Biographie
Gerardo Roschini et commence sa carrière musicale en 2002. En 2007, il mixe pour la compilation Decibel 2007 aux côtés de Technoboy, bien accueillie avec une note de 82 sur 100 sur le site Partyflock.
En 2011, il fait paraître la compilation Qlimax 2011, sur laquelle il présente une mixset. Toujours en 2011, il présente une autre mixset sur le premier disque de la compilation Bassleader 2011, compilation sortie en marge de l'événement Bassleader et accueillie par une note de 84 sur 100 sur Partyflock. La même année, il est classé à la 47e place au DJ Mag. En 2012, une brève polémique s'empare de lui et Headhunterz concernant une histoire d'« achat de followers » sur Twitter. Toujours en 2012, sa chanson My Life atteint la 14e place des classements musicaux belges,. En 2013, il participe à l'événement Iqon, organisé en Australie par Q-dance. Lors d'une entrevue à Qlimax 2013, un nouvel album avec Zatox, aux côtés de Headhunterz, The Prophet et Noisecontrollers, est annoncé pour 2014,.

## Discographie
| Titre                                       | Pseudonym                                              | Label                         | Année |
| ------------------------------------------- | ------------------------------------------------------ | ----------------------------- | ----- |
| Gunflame EP                                 | Smashing Guys                                          | Wicked Records                | 2002  |
| Diabolika EP                                | Smashing Guys                                          | Wicked Records                | 2003  |
| I'm Techno                                  | Zairon                                                 | Ipnotika                      | 2003  |
| Caput Mundi EP                              | Zatox                                                  | Wicked Records                | 2003  |
| Eternity Life EP                            | Zatox                                                  | Wicked Records                | 2003  |
| Don't Stop                                  | Zairon                                                 | Ipnotika                      | 2004  |
| Jako                                        | Gerardo Roschini                                       | Wicked Records                | 2004  |
| Shuttafuck                                  | Ironblood                                              | Ipnotika                      | 2004  |
| Chaos Legion                                | Machinehead                                            | Wicked Records                | 2004  |
| Control Your Body EP                        | Smashing Guys                                          | Wicked Records                | 2004  |
| Big Bang EP                                 | Smashing Guys                                          | Wicked Records                | 2004  |
| We Are Still Here                           | W.A.S.H.                                               | Droppin' Beats                | 2004  |
| Wake Up                                     | Smashing Guys                                          | Wicked Records                | 2005  |
| Master Flat                                 | Supaboyz                                               | Scantraxx                     | 2005  |
| The Future / Mover                          | W.A.S.H.                                               | Droppin' Beats                | 2005  |
| Superstar / Payback                         | Zairon                                                 | Ipnotika                      | 2005  |
| Apocalypse                                  | Zatox                                                  | Wicked Records                | 2005  |
| Overdose EP                                 | Zatox                                                  | Wicked Records                | 2005  |
| Destroy EP                                  | Gerardo Roschini                                       | Wicked Records                | 2005  |
| Sensation EP                                | Gerardo Roschini                                       | Wicked Records                | 2005  |
| Revolver EP                                 | Ironblood                                              | Wicked Records                | 2005  |
| Phenomena EP                                | Machinehead                                            | Wicked Records                | 2005  |
| Microcheck                                  | ZTX                                                    | Droppin' Beats                | 2005  |
| Radio Alarm                                 | W.A.S.H.                                               | Droppin' Beats                | 2006  |
| Fuck It Up                                  | Wild Motherfuckers                                     | Droppin' Beats                | 2006  |
| Bad Time / Mofoclub                         | Zatox                                                  | Wicked Records                | 2006  |
| Scanner EP                                  | Zatox                                                  | Wicked Records                | 2006  |
| The Anthem                                  | Overload                                               | Droppin' Beats                | 2006  |
| Ultravox EP                                 | Ironblood                                              | Wicked Records                | 2006  |
| Headwave / Defcon 5                         | Machinehead                                            | Wicked Records                | 2006  |
| I Love Hardstyle                            | ZTX                                                    | Droppin' Beats                | 2006  |
| Fother Mucker                               | Wild Motherfuckers                                     | Zanzatraxx                    | 2007  |
| Deep Into Your Soul                         | Zairon                                                 | Ipnotika                      | 2007  |
| Remix 01                                    | Zairon & Smashing Guys                                 | Ipnotika                      | 2007  |
| Can't Stop / So Fight                       | Zatox & Activator                                      | Wicked Records                | 2007  |
| Get Drunk                                   | Activator & Zatox                                      | Activa Records                | 2007  |
| Don't Let It Go                             | Zatox & Activator                                      | Wicked Records                | 2007  |
| Alright                                     | Zat meets Gerardo Roschini                             | Wicked Records                | 2007  |
| Gold Medley With Strange                    | Tat & Zat                                              | Droppin' Beats                | 2007  |
| Smokin' 'N Pourin'                          | ZTX & Kingsman                                         | Droppin' Beats                | 2007  |
| Scary Track / Skleroxx                      | Tat & Zat                                              | Zanzatraxx                    | 2008  |
| B2BW                                        | Wild Motherfuckers                                     | Droppin' Beats                | 2008  |
| Stand Up                                    | Zairon                                                 | Ipnotika                      | 2008  |
| Still Drunk                                 | Activator & Zatox                                      | Activa Records                | 2008  |
| So High                                     | Zatox                                                  | Wicked Records                | 2008  |
| Proud To Be Loud / Skeleton                 | Tat & Zat                                              | Droppin' Beats                | 2009  |
| Gangsta / Love Theme From The Godfather     | Tatanka & Zatox                                        | Zanzatraxx                    | 2009  |
| Vintage EP                                  | Zatox                                                  | Wicked Records                | 2009  |
| Can You Feel It                             | Zenith & Zatox                                         | Trance Communications Records | 2009  |
| Oxygen                                      | Zatox & Activator                                      | Wicked Records                | 2009  |
| Choir / Pumping Blood                       | Zatox meets The R3bels                                 | Wicked Records                | 2009  |
| Master And Slave                            | Zatox presents Vyolet                                  | Wicked Records                | 2009  |
| Creation EP                                 | Zatox                                                  | Italian Hardstyle             | 2010  |
| Raw Style EP                                | Zatox                                                  | Italian Hardstyle             | 2010  |
| A New Dimension / No One Excluded           | Zatox & A-lusion                                       | Italian Hardstyle             | 2010  |
| Kickin' Ass / Loops & Things                | Zatox & Tatanka                                        | Italian Hardstyle             | 2010  |
| Uocciu Fink                                 | Feita & Ralfio aka Activator & Zatox                   | Activa Records                | 2010  |
| Uocciu Fink (Re-Worked Mix)                 | Feita & Ralfio aka Activator & Zatox                   | Activa Records                | 2011  |
| Irreplaceable / Can't Hold Us Back          | Zatox                                                  | Italian Hardstyle             | 2011  |
| Oldskool / Tanz Electrik (The R3bels Remix) | Zatox                                                  | Italian Hardstyle             | 2011  |
| Hard Bass (Official Hard Bass Anthem 2011)  | Wild Motherfuckers                                     | B2S Records                   | 2011  |
| Madhouse                                    | D-Block & S-te-Fan & Zatox                             | Scantraxx Evolutionz          | 2011  |
| Indoctrination                              | Zatox & Ran-D                                          | A² Records                    | 2011  |
| Audio Attack                                | Coone & Zatox                                          | Dirty Workz                   | 2011  |
| Another Level EP                            | Zatox                                                  | Italian Hardstyle             | 2011  |
| No Way Back (Official Qlimax Anthem 2011)   | Zatox                                                  | Free Release                  | 2011  |
| Odissea 2011 / The Revolution Wildest       | Zatox & The R3belz / Zatox & Vamper Wild Motherfuckers | Italian Hardstyle Zanzalabs   | 2011  |
| Winter                                      | Zatox                                                  | Italian Hardstyle             | 2012  |
| It Must Be                                  | Zatox & Max Enforcer                                   | Italian Hardstyle             | 2012  |
| My Life                                     | Zatox                                                  | Italian Hardstyle             | 2012  |
| Opera                                       | Zatox                                                  | Free Release                  | 2012  |
| Fuck You Up                                 | Zatox                                                  | Italian Hardstyle             | 2012  |
| D.E.C.I.B.E.L.                              | Zatox                                                  | Italian Hardstyle             | 2012  |
| Struggle For Pleasure 2012                  | Zatox                                                  | Italian Hardstyle             | 2012  |
| Bitch Slap                                  | Zatox Ft. The Eretik Vs. Kendra                        | Italian Hardstyle             | 2012  |
| Brutal                                      | Zatox                                                  | Italian Hardstyle             | 2012  |
| Good & Evil                                 | Zatox Ft. The R3belz                                   | Scantraxx                     | 2013  |
| Hectic                                      | Zatox & Ran-D                                          | Scantraxx                     | 2013  |
| Check Out The Drop                          | Zatox                                                  | Unite Records                 | 2013  |
| Wild Wild West                              | Wild Motherfuckers                                     | Zanzalabs                     | 2013  |
| Action                                      | Zatox & Villain                                        | Unite Records                 | 2013  |
| Oxygen                                      | Zatox & Activators                                     | b2s Records                   | 2014  |
| Gangsta                                     | Zatox & Tatanka                                        | b2s Records                   | 2014  |
| Back In The Days                            | Zatox & Brennan Heart                                  | b2s Records                   | 2014  |
| Fight The Resistance                        | Zatox & Brennan Heart                                  | b2s Records                   | 2014  |
| Kiss My Ass                                 | Zatox & Kronos                                         | Unite Records                 | 2015  |
| Extreme                                     | Zatox feat. Dave Revan                                 | Unite Records                 | 2015  |
| Be As One                                   | Zatox feat. Katt Niall                                 | Unite Records                 | 2015  |
| Back To You                                 | Zatox                                                  | Unite Records                 | 2015  |
| Liberation                                  | Zatox & Dave Revan                                     | Unite Records                 | 2015  |
| Fuck The System                             | Zatox & Kronos                                         | Unite Records                 | 2015  |
| Back To The Underground                     | Zatox & Audiofreq                                      | Unite Records                 | 2015  |
| Rumble In The Jungle                        | Zatox                                                  | Unite Records                 | 2015  |
| Ready To Rage                               | Zatox & TNT feat. Dave Revan                           | Unite Records                 | 2016  |
| Warning                                     | Zatox & Villain                                        | Unite Records                 | 2016  |
| Indigo                                      | Zatox                                                  | Unite Records                 | 2016  |
| Check Out The Drop (Kronos Remix)           | Zatox                                                  | Unite Records                 | 2016  |
| W.T.F.                                      | Zatox                                                  | Unite Records                 | 2016  |
| Sunlight                                    | Zatox                                                  | Mainstage Music               | 2016  |
| F.T.F.M.F.                                  | Zatox & Coone                                          | Dirty Workz                   | 2016  |
| Right Now                                   | Zatox & Tatanka                                        | Dirty Workz                   | 2017  |
| Indigo 2017                                 | Zatox                                                  | Dirty Works                   | 2017  |
| Be As One                                   | Zatox feat. Katt Niall                                 | b2s Compilations              | 2017  |
| Basswall                                    | Zatox & Le Shuuk                                       | Dirty Workz                   | 2017  |
| The Godfather (Midnight Mafia Anthem 2017)  | Zatox                                                  | Dirty Workz                   | 2017  |
| Fluxland                                    | Zatox                                                  | Dirty Workz                   | 2017  |
| Ready For The Bass                          | Zatox & Toneshifterz & Villain                         | Dirty Workz                   | 2017  |
| Kings Of The Front Row                      | Zatox & Kronos & Dave Revan                            | Dirty Workz                   | 2017  |
| Euphoria                                    | Zatox & Drone                                          | Dirty Workz                   | 2017  |
| Monster                                     | Zatox & Dave Revan                                     | Dirty Workz                   | 2017  |
| My Strenght Is Hardstyle                    | Zatox                                                  | Dirty Workz                   | 2017  |
| Wake Up                                     | Zatox & Sub Zero Project & Nikkita                     | Dirty Workz                   | For   |
| For Ever                                    | Zatox                                                  | Dirty Workz                   | 2017  |
| God Complex                                 | Zatox & Brennan Heart                                  | Dirty Workz                   | 2017  |
| Babylon                                     | Zatox & Pherato                                        | Dirty Workz                   | 2017  |
| Open Your Mind                              | Zatox & Luca Antolini                                  | Dirty Workz                   | 2017  |
| Gangsta RMX                                 | Zarox & Tatanka                                        | Dirty Workz                   | 2017  |
| Raw Is My Legacy                            | Zarox & Sub Sonik                                      | Dirty Workz                   | 2017  |
| Slavery                                     | Zatox                                                  | Dirty Workz                   | 2017  |
| The Sound Of The Rave                       | Zatox & TNT & Dave Revan                               | Dirty Workz                   | 2017  |
| Music Is My Weapon                          | Zatox                                                  | Dirty Workz                   | 2017  |
| Nasty                                       | Zatox & Nikkita                                        | Dirty Workz                   | 2017  |
| Alarma (Spanish Version)                    | Wild Motherfuckers                                     | Dirty Workz                   | 2017  |
| Bad Habit                                   | Zatox & Asteroidz & Wallaby                            | Dirty Workz                   | 2017  |
| Rest In Peace (Freaqshow 2017 Anthem)       | Zatox                                                  | Dirty Workz                   | 2017  |
| Still Screaming                             | Zatox & TNT & Dave Revan                               | Dirty Workz                   | 2018  |
| Unstoppable                                 | Zatox                                                  | Dirty Workz                   | 2018  |
| Survive                                     | Zatox                                                  | Dirty Workz                   | 2018  |
| Hero                                        | Zatox                                                  | Dirty Workz                   | 2018  |